# Marieke Heebink
Marieke Heebink (Winterswijk, 25 september 1962) is een Nederlands actrice. Ze volgde haar opleiding aan de Toneelschool Arnhem. Heebink won in 1994 een Gouden Kalf voor beste actrice in de film 1000 Rosen. Zij won tot 2019 tweemaal een Theo d'Or, de eerste maal in 1999 een Theo d'Or voor haar rol in Een ideale vrouw. In 2013 werd ze opnieuw genomineerd voor de Theo d'Or voor haar vertolking van de hoofdrollen in Persona en in 2015 won ze deze prijs voor de tweede keer, nu voor haar rol van de succesvolle arts Anna in een moderne uitvoering van Medea.

## Biografische schets
Heebink groeide op in Winterswijk en Doetinchem. Ze begon rond haar 17e met een opleiding tot docent dramatische vorming.
Heebink volgde de toneelopleiding in Arnhem en studeerde daar in 1988 af. Ze sloot zich vervolgens aan bij theatergroep De Trust onder leiding van Theu Boermans en via deze groep acteerde ze ook in verscheidene films zoals in Kracht en Hartverscheurend.
Vanaf 1994 sloot Marieke Heebink zich aan bij Toneelgroep Amsterdam. Sindsdien concentreert ze zich meer op toneel en is ze nog maar sporadisch te zien in films. In 2006 verscheen Heebink naast haar mede-Gouden Kalfwinnaar uit 1994, Jaap Spijkers in de Telefilm Eilandgasten.

## Persoonlijk
De moeder van Heebink overleed toen zij 9 jaar was. Haar vader hertrouwde. Heebink was enige tijd gehuwd met acteur Mark Rietman en kreeg met hem twee dochters.

## Toneelrollen
(alle bij Toneelgroep Amsterdam, sinds 2019 Internationaal Theater Amsterdam)
- 1991: Bij Jules en Alice
- 1991: Orgie
- 1994: Klaagliederen
- 1995: Een subtiel evenwicht
- 1995: Ivanov
- 1995: De miraculeuze come-back van Mea l. Loman
- 1996: 't is geen vioolconcert
- 1997: Een soort hades
- 1997: Haar leven, Haar doden
- 1998: Zes personages op zoek
- 1999: Dark Lady
- 1999: Een ideale vrouw
- 1999: Heiner Müller: kwartet
- 2000: Jeanne d'arc van de slachthuizen
- 2001: Macbeth
- 2001: Mind the gap
- 2003: De wilde eend
- 2003: Drie Zusters
- 2004: Keetje van Heilbron
- 2005: Bedrog
- 2005-'08: Perfect Wedding
- 2006: Madame de sade
- 2006-'08: Oresteia
- 2007-'18: Romeinse Tragedies
- 2007: Britannicus
- 2008-'15: Angels in America
- 2008: Ifigeneia in Aulis
- 2009-'11: Antonioni Project
- 2010: Kruistochten
- 2010: Zomertrilogie
- 2010-'13: Al mijn zonen
- 2011: Spoken
- 2011-'14: De Russen!
- 2011-'14: De vrek
- 2012: Na de zondeval
- 2012: Kat op een heet zinken dak
- 2012-'16: Na de repetitie / Persona
- 2013-'16: Lange dagreis naar de nacht
- 2014: De Pelikaan
- 2014: Totterdood
- 2014: Nora
- 2014-'16: Een bruid in de morgen
- 2014-'19: Medea
- 2015-'18: Kings of war
- 2015-'19: De stille kracht
- 2016-'19: Husbands and wives
- 2017-'18: De Meiden
- 2018-'19: Oedipus
- 2018-'19: Een klein leven
- 2019: Dood in Venetië als Katia Mann en de moeder van Tadzio (dubbelrol)
- 2021-'23: De Uren

## Films
- 1990 Wij houden zo van Julio
- 1990 Kracht (Maria)
- 1993 Op afbetaling (Alie)
- 1993 Hartverscheurend (Loe)
- 1994 Zap (1994) ...(hoofdrol)
- 1994 Oude Tongen (Anja Muis)
- 1994 1000 Rosen (Gina)
- 2004 Zondag
- 2006 Eilandgasten (Simone)
- 2013 20 leugens, 4 ouders en een scharrelei (Ilse)

## Televisieserie
- 1994 En route, tv-film (Wiske)
- 1997 Bed & Breakfast (gastrol moeder Gans)
- 2002 Mevrouw de Minister (Dirkje Holman)
- 2006 Keijzer en de Boer advocaten(gastrol  Jantien ter Steeghe)
- 2011 Rembrandt en ik
- 2013 Flikken Maastricht (gastrol)
- 2015 Rundfunk (Mevrouw Spek)
- 2015 Moordvrouw (Joyce Kampenaer)
- 2016 Petticoat (Aline van Rooden)
- 2016 Heer en meester  ( Henrietta Twaalfhoven )
- 2018 De Luizenmoeder (Agnès)
- 2022 Rampvlucht (Els Borst)
- 2024 BODEM (Cecile)